# Principio di legalità
Il principio di legalità, in diritto, afferma che tutti gli organi dello Stato sono tenuti ad agire secondo la legge. Tale principio ammette che il potere venga esercitato in modo discrezionale, ma non in modo arbitrario.

## Storia
Il principio di legalità si è affermato dopo la Rivoluzione francese del 1789. Sorge in risposta al potere oppressivo dell'Ancien Régime, rigettando la funzione giurisdizionale come concepita nell'idea del tempo. Il magistrato, funzionario del Re, diceva la legge, e la legge promanava dal re. Il rifiuto di questa idea si traduceva nella dottrina di chi credeva che il giudice dovesse essere la "bocca della legge" e di chi riteneva di ricacciare nell'oblìo di costumi medievali la "legge dei tribunali". Nell'idea giacobina del tempo, si afferma l'idea che la legge non possa essere interpretata dunque, se non rigidamente e in maniera letterale. La concezione del giudice come mero tramite della regola è sopravvissuta fino ai giorni nostri, perdendosi però il significato partigiano e giacobino della funzione giurisdizionale, e affermandosi un significato universale: il principio di legalità esprime oggi una scelta politica in base alla quale la legalità viene limitata nella misura essenziale per assicurare la pace.
Storicamente, limiti rigidi sono stati imposti alla funzione giurisdizionale, a vantaggio del legislatore, rappresentante del popolo, che non può nuocere a sé stesso. La fiducia illuministica nella ragione dell'uomo si concretizza poi nel pensiero che la legge, in quanto traduzione materiale di principi naturali, è cosa intrinsecamente giusta, e che la certezza dello strumento-legge deve essere massimo. Viene quindi elevato a principio costituzionale della Carta Fondamentale, e fra i destinatari figura il legislatore, il quale non potrà demandare ad altri il proprio compito (delegificazione), dovendo provvedere con legge ordinaria. E tale legge sarà soggetta al giudice costituzionale, che vaglierà la corrispondenza ai sommi principi.
La legalità ha quindi come fine quello indicarci diritti e doveri per farci vivere in maniera civile. Essa si atteggia, quindi, come necessità di una previa norma di legge attributiva del potere (es. Le Camere).
Il secondo fine aggiunge che amministrazione e giurisdizione devono esercitare i loro poteri in conformità con i contenuti prescritti dalla legge. L'amministrazione è tenuta non solo a perseguire i fini determinati dalla legge (legalità-indirizzo), ma anche a operare in conformità alle disposizioni normative stesse (legalità-garanzia) (es. Magistratura).

## La tipicità
La norma dettata dal diritto sostanziale, per soddisfare il principio di legalità, deve garantire un elevato livello di tipicità: ciò non la priva, in genere, del "carattere della concretezza" , pur essendo applicabile ad una molteplicità di casi, mentre la sentenza del giudice rappresenta la regola del caso concreto, cioè del singolo caso. Il carattere della concretezza manca nelle norme che contengono clausole generali, ma esse costituiscono per certi versi delle eccezioni all'interno del sistema del diritto civile, avendo soprattutto la funzione di offrire regole di comportamento alle parti per evenienze non previste e per adattare alle circostanze della fattispecie le regole legali o quelle concordate nel contratto, nonché la funzione di offrire una base testuale al giudice per trovare nel sistema la regola da applicare in caso di mancanza di una norma determinata o per correggere un risultato iniquo a cui potrebbe pervenirsi con la mera applicazione di una norma determinata. In tal senso, come è noto, le clausole generali sono state spesso descritte come «ventili » o «polmoni» dell'ordinamento giuridico. In entrambe le ipotesi, tuttavia, il giudice elabora la regola del caso concreto applicando la norma dettata dal diritto sostanziale".
Peraltro, l'esigenza di concretezza della norma non può spingersi fino a negare la sua tipicità, pena la creazione di una vera e propria antinomia. Infatti, è stato lamentato che «le strade della legittimità e della legalità (la prima, adeguatezza ad aspettative concrete; la seconda, conformità a norme astratte)» vanno divaricandosi: senza andare «alla radice, per colmarlo, dello scarto tra legalità e legittimità, ci possiamo attendere uno svolgimento tragico del conflitto tra una legalità illegittima e una legittimità illegale».

## Il dibattito sull'interpretazione

### Nella dottrina italiana
Sul piano giuridico, il principio di legalità esprime una scelta garantista e di libertà, che si traduce nella predisposizione delle norme per l'interpretazione e in limitazioni per l'esercizio della stessa (art. 12-14 preleggi). Esso si traduce in un differente grado di libertà per le persone private (fisiche o giuridiche) e le pubbliche amministrazioni. Nei rapporti di diritto privato il principio di legalità definisce i limiti e confini della libertà personale (secondo il principio "tutto ciò che non è vietato, è lecito"); nel caso della pubblica amministrazione, esso indica che cosa il soggetto di diritto pubblico può o deve fare. La legittimità dell'azione amministrativa è associata ad una discrezionalità nelle scelte compiute dai decisori e nelle tempistiche adottate.
Il problema legato al principio in discorso è strettamente connesso al problema dell'interpretazione della legge, talché è necessario comprendere sinotticamente lo sviluppo storico del principio (di legalità) e della tecnica che ne costituisce applicazione (interpretazione della legge). Il giudice, infatti, può limitare l'attività tecnica dell'interpretazione del diritto secondo Costituzione, ovvero può muoversi 'praeter legem', attraverso la cosiddetta "interpretazione evolutiva", o il ricorso a talune forme di analogia, consentite nel nostro ordinamento.
Sia che ciò avvenga per ovviare a certi inconvenienti legislativi, sia che avvenga per un desiderio di vedere concretizzata una giustizia sostanziale, un intervento del giudice oltre i rigidi confini segnati dalla legge può segnare un identificarsi con la giustizia politica.
Alcuni (come Calamandrei), sostengono che in ogni decisione giurisdizionale vi sia un 'quantum' di politicità. Altri, invece, rigettano tale impostazione che si rivela, in Italia, metagiuridica, e propria del pensiero anglosassone. Essi risolvono per sostenere che la politicità o apoliticità del giudice è in ultima analisi, solo un problema di fonti del diritto.

### Nella giurisprudenza della Corte europea dei diritti dell'uomo
La Corte europea dei diritti dell'uomo, per molti diritti, opera un vaglio preliminare sulla legalità della procedura che a livello nazionale ha deciso su di essi: "nel caso Hentrich già s'era statuito che il requisito di legalità è soddisfatto dalla sufficiente accessibilità, precisione e prevedibilità della norma: (...) non soltanto la Corte lo ribadisce, ma spiega anche da quale rischio in tal maniera ci si salvaguarda. Si tratta di evitare applicazioni incongrue della norma, cioè tali che potrebbero privare i ricorrenti di un'effettiva protezione dei loro diritti per l'arbitrarietà o imprevedibilità dei risultati: uno Stato di diritto passa anche per un elevato standard di qualità della legge, tale da offrire al cittadino sufficiente chiarezza sulle circostanze e le condizioni in cui un suo diritto potrebbe essere sacrificato (caso Halford). Ma, soprattutto, tale standard prevede (in conformità coll'articolo 13 della Convenzione europea) che si assicuri l'effettività della tutela, a prescindere dal fatto che la violazione sia stata compiuta da chi agisca investito di pubblico potere (caso Rotaru)".
Peraltro, la Corte europea dei diritti dell'uomo «assume, seguendo un’impostazione sostanzialistica, che il termine “legge” contenuto in più articoli della Convenzione (vedi ad esempio quelli dall’8 all’11) include sia il diritto scritto che il diritto non scritto”; la coincidenza del concetto di “diritto” (law) con il concetto di “legge” impone che sia il diritto di origine legislativa che quello di origine giurisprudenziale devono possedere requisiti qualitativi quali l’accessibilità e la prevedibilità». La Corte costituzionale italiana, nel prenderne atto, ha dichiarato che è essenziale anche nell’ottica costituzionale - "così come in quella convenzionale (ex multis, Corte EDU, sezione quinta, sentenza 26 novembre 2011, Gochev c. Bulgaria; Corte EDU, sezione prima, sentenza 4 giugno 2002, Olivieiria c. Paesi Bassi; Corte EDU, sezione prima, sentenza 20 maggio 2010, Lelas c. Croazia)" – che l'interpretazione giurisprudenziale "sia in grado di porre la persona potenzialmente destinataria delle misure limitative del diritto in condizioni di poter ragionevolmente prevedere l’applicazione della misura stessa".
Attraverso i criteri di Copenaghen, il principio affermato dalla CEDU è transitato tra i requisiti di accesso all'Unione europea, dove il trattato di Lisbona lo include tra i valori fondanti dell'Unione.